# Partido del Trabajo (Turquía)
El Partido del Trabajo (en turco Emek Partisi, EMEP) es un partido comunista  fundado en Turquía en 1996. 
Defiende el socialismo científico y es la cara legal del clandestino Partido Comunista Revolucionario de Turquía (en turco Türkiye Halk Kurtuluş Ordusu, THKO). En su programa, EMEP identifica su objetivo como la creación de una "Turquía independiente y democrática".
- Datos: Q1335307
- Multimedia: Labour Party (Turkey) / Q1335307